# Астраханская кирха
Астраханская кирха (Евангелическо-лютеранская церковь во имя Иисуса) — комплекс исторических зданий в центральной части Астрахани, расположенный к югу от Канала имени Варвация в историческом районе Армянская слобода.

## Ансамбль кирхи
Комплекс кирхи состоит из трёх строений, выходящих на улицы Мечникова, Казанскую и Зои Космодемьянской. По адресу Казанская, 100 (Мечникова, 17 и Зои Космодемьянской, 107) расположено здание самой церкви, в послевоенные годы лишённое колокольни и превращённое в жилой дом. Далее по Казанской, 102А расположен деревянный дом пастора в неоготическом стиле. Наконец, на Казанской, 102Б (Зои Космодемьянской, 109) находится здание церковно-приходской школы, служившее в советский период детприёмником НКВД (вывеска этого заведения частично сохранилась на фасаде дома). Каждое из этих строений по отдельности и комплекс в целом имеют статус охраняемых памятников архитектуры регионального значения.

## История
Первыми лютеранами в Астрахани были немцы, поселившиеся в городе не позднее 1702 года. В 1713 году община построила первый молитвенный дом, в 1720 он был преобразован в полноценную кирху. В 1747 году она была перенесена на территорию Армянской слободы. На тот момент здание было деревянным, несколько раз перестраивалось. Строительство кирхи, сохранившейся до наших дней, было начато в 1888 году. Автором проекта этого здания стал известный астраханский архитектор Константин Кириллович Домонтович, обучавшийся в Петербурге. Здание церковно-приходской школы было построено Сергеем Ивановичем Карягиным. Архитектор дома пастората неизвестен.

## Лютеранская община сегодня
Представители небольшой лютеранской общины проживают в Астрахани и в наши дни. Поскольку историческое здание кирхи используется как жилой дом, службы проводятся в соседнем деревянном здании, где до революции жил пастор. Общину возглавляет поволжская немка Вера Александровна Зауэр. Численность прихожан церкви — 68 человек.